# Vân Thê Châu Hoằng

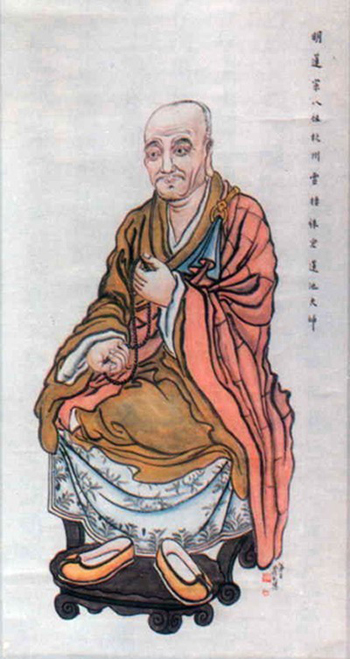
Thiền sư Vân Thê Châu Hoằng.

Vân Thê Châu Hoằng (zh. 雲棲袾宏 Yúnqī Zhūhóng; ja. Unsei Shukō; 1535–1615), tự là Phật Huệ, còn được gọi là Liên Trì Đại Sư, Vân Thê Đại Sư, là Thiền sư Trung Quốc đời Minh, thuộc đời thứ 29 tông Lâm Tế, nối pháp Thiền sư Tiếu Nham Đức Bảo. Ông nổi tiếng với việc dung hợp giáo lý, tư tưởng của các tông phái đương thời và cách giảng dạy này của ông nhận được sự ủng hộ của mọi tầng lớp xã hội, kể cả giới lãnh đạo, những người cư sĩ tại gia theo ông tu học rất nhiều.
Ông được người đời tôn xưng là một trong tứ đại thánh tăng của Phật giáo Trung Quốc đời Minh mạt, ba người còn lại là Thiền sư Hám Sơn Đức Thanh, Tôn giả Tử Bách Chân Khả và Đại sư Ngẫu Ích Trí Húc. Ngoài ra, ông cũng được các tín đồ Tịnh độ tông kính ngưỡng và tôn làm Liên tông bát tổ (Tổ thứ 8 của Tịnh độ tông).

## Tiểu sử
Ông họ Trầm, pháp danh là Châu Hoằng, pháp tự là Phật Huệ, pháp hiệu là Liên Trì, quê ở Nhân Hoà, Hàng Châu, Chiết Giang. Thửa nhỏ ông học tập Nho Giáo ở trường huyện và nổi tiếng về lực học lẫn hạnh kiểm. Năm 17 tuổi, nhân thấy một bà lão hàng xóm niệm Phật, ông quy hướng về Phật pháp bèn viết bốn chữ 'Sinh Tử Đại Sự' lên bàn để cảnh sách bản thân.
Năm 27 tuổi, cha ông qua đời. Năm 29 tuổi, vợ ông mất. Đến năm 31 tuổi, mẹ lại qua đời. Như vậy chỉ trong thời gian ngắn ông mất đi ba người thân. Khi đến viếng mộ cha mẹ ở đỉnh Tiên Chi, Chiết Giang cảm khái than rằng: "Ân sâu nghĩa nặng của cha mẹ. Nay chính là lúc phải nên báo đáp." Một hôm, bà Thang Thị - người vợ kế lúc pha trà không may làm rơi vỡ ly trà, thấy vậy ông bỗng nhiên tỉnh ngộ nói rằng: "Lý nhân duyên, không gì là không tan hoại." Hôm khác, ông bảo Thang Thị: "Ân ái chẳng thường hằng. Sanh tử chẳng đợi trông. Nay tôi muốn đi xuất gia. Bà hãy tự lo liệu lấy thân." Sau khi ông xuất gia, người vợ kế cũng đi tu và trở thành ni.
Năm 1566, ông xuất gia với Hòa thượng Tính Thiên ở núi Ngũ Đài, Tây Sơn rồi thọ giới với Luật sư Vô Trần ở chùa Chiêu Khánh. Sau khi thầy bản sư viên tịch, ông đến tham học với Thiền sư Biến Dung Chân Nguyên (zh. 徧融真圓, 1506-1584) và được dạy rằng: "Chớ tham danh mến lợi mà ra vào cửa quyền quý. Ra sức dụng công, nhất tâm tu đạo, kiên cố trì giới."
Ông cũng hành cước hơn 3000 dặm đến miền Bắc Trung Quốc tham học với Thiền sư Tiếu Nham Đức Bảo và được dạy tham cứu câu thoại 'Niệm Phật là ai?'. Một hôm, ông đến xin Tiếu Nham khai thị, Tiếu Nham bảo: "Chà, ngươi từ ba ngàn dặm đến đây khai thị cho ta. Còn ta thì không có gì để khai thị cho ngươi cả!" Chán nản, ông quyết định ra đi. Lúc rời khỏi pháp hội của Tiếu Nham, khi đi qua vùng Đông Xương, ông nghe thấy tiếng trống đánh trên chòi cao thì đại ngộ liền làm bài kệ:
Hán văn
二十年前事可疑
三千里外遇何奇
焚香擲戟渾閑事
魔佛空爭是與非
Dịch nghĩa
Việc hai mươi năm trước đều nghi
Ngoài ba ngàn dặm, sao lạ kỳ
Ðốt hương, ném giáo, đều như mộng
Ma Phật chẳng tranh, thị là phi.
Ông quay lại gặp Tiếu Nham trình kiến giải và được ấn khả. Kể từ đó, ông nối pháp Thiền sư Tiếu Nham Đức Bảo.
Lần nọ, tại chùa Ngoã Quan ở Giang Tô, ông bị bệnh nặng, nhìn bề ngoài có vẻ như đã chết. Các vị tăng tưởng ông đã chết nên đặt thân thể ông vào trong quan tài định đem đi trà tỳ. Lúc sắp trà tỳ thì nghe tiếng nói trong quan tài vọng ra: "Tôi vẫn còn chút hơi thở!" Do đó, ông được sống lại.
Năm thứ 5 (1571) niên hiệu Long Khánh, ông trở về thăm quê hương Hàng Châu và đến Vân Thê Cổ Tự - một ngôi chùa cổ bị hoang vu, đổ nát. Châu Hoằng đã dọn sạch cỏ, sửa sang lại ngôi chùa làm nơi ông tu hành và hoằng pháp. Tại đây, ông thường tụng kinh, thí thực và thu phục được bầy cọp ở quanh đó khiến chúng không tụ tập, quấy phá nữa. Người dân ở xung quanh vùng thấy ông có thể quy phục được cọp nên rất ngưỡng mộ, mời ông đến giúp họ cầu mưa. Ông nói với họ: "Tôi chỉ biết Phật pháp, chứ chẳng có pháp thuật gì!" Nói xong, Châu Hoằng vừa đi chung quanh các thửa ruộng vừa gõ mõ niệm Phật. Lát sau, trời đột nhiên đổ mưa. Từ đó danh tiếng của ông vang khắp nơi, ông được mọi người tôn kính gọi là Vân Thê Đại Sư.
Tại chùa Vân Thê, ông nỗ lực truyền bá pháp môn Thiền-Tịnh-Luật song tu và thu hút được hàng vạn người đến tham bái, tu học, có cả tăng lẫn tục, từ bình dân đến quyền quý khiến Phật pháp được thịnh hành một thời.
Cuối tháng 6 năm thứ 43 (1615) niên hiệu Vạn Lịch, ông vào thành từ biệt các đệ tử tại gia và thân tín. Đến buổi chiều ngày mùng 4 tháng 7, ông vào thất ngồi kiết già, căn dặn đệ tử lần cuối rồi an nhiên thị tịch. Người ta (các tín đồ, đệ tử) tin rằng ông đã vãng sinh về cõi Cực Lạc của Phật A-di-đà. Ông thọ 81 tuổi, hạ lạp 48 năm. Thiền sư Hám Sơn Đức Thanh soạn bài Cổ Hàng Châu Vân Thê Liên Trì Đại Sư Tháp Minh (zh. 古杭州雲棲蓮池大師塔銘) để đề trên mộ tháp của ông. Ngô Ứng Tân soạn bản Liên Tông Bát Tổ Hàng Châu Cổ Vân Thê Tự Trung Hưng Tôn Túc Liên Trì Đại Sư Tháp Minh Tinh Tự (zh. 蓮宗八祖杭州古雲棲寺中興尊宿蓮池大師塔銘幷序) và Quảng Nhuận viết bài Vân Thê Bản Sư Hành Lược (zh. 雲棲本師行略).
Đệ tử kế thừa ông có nhiều vị Thiền sư, pháp sư nổi danh như: Dưỡng Am Quảng Tâm (zh. 養菴廣心, 1547-1627), Vân Cốc Quảng Ấn (zh. 聞谷廣印, 1567-1637), Ngụ An Quảng Kí (zh. 寓安廣寄, 1574-1621), Thiệu Giáo Quảng Thừa (zh. 紹覺廣承, 1560-1609), Vạn An Đại Vân (zh. 萬安大雲 )...

## Niệm Phật công án
Ông nổi tiếng với việc kết hợp phương pháp thực hành của Thiền tông, Tịnh Độ tông, Luật tông thành một. Căn bản của phương pháp này là người hành giả với việc giữ giới làm nền tảng, tiến hành niệm danh hiệu Phật rồi quán sát xem người đang niệm Phật đó là ai cho đến khi bùng vỡ khối nghi và đạt được đại ngộ. Phương pháp này còn được biết đến với tên gọi là Niệm Phật công án. Thông qua đó, Liên Trì Đại sư muốn chứng minh rằng Thiền tông, Tịnh Độ tông, Luật tông tuy tên gọi, hình thức bên ngoài có khác nhau nhưng bản chất của chúng chỉ là một, đều đưa đến giác ngộ giải thoát. Thực ra phương pháp này đã được Thiền sư Chân Yết Thanh Liễu đề xướng từ đời Tống nhưng dưới thời của ông thì nó mới trở nên phổ biến.

## Chỉ trích đối với Công giáo
Châu Hoằng đã viết quyển Thiên Thuyết Tứ Đoan (zh. 天說四端 Tianshuo siduan) để chỉ trích những điểm "sai lầm" trong giáo lý của Công giáo vào năm 1615 - 5 năm sau khi Matteo Ricci chết. Hoạt động này nhằm đáp trả lại việc các giáo sĩ dòng Tên viết sách phê phán Phật giáo vào cuối thế kỷ 16 và đầu thế kỷ 17, Châu Hoằng được xem là một trong những người đầu tiên thực hiện việc này.  Hoạt động này của ông cũng trùng hợp với việc Thẩm Hạc (zh. 沈隺, ?-1624) được bổ nhiệm làm thị lang bộ Lễ ở Nam Kinh và phát động chiến dịch chống Công giáo vào năm 1616.
Trong Trúc Song Tùy Bút (zh. 竹窗隨筆), Châu Hoằng chỉ trích Matteo Ricci như sau:
"Mặc dù sùng bái Thiên Chúa, ông ta (Matteo Ricci) không có bất kỳ khái niệm thực tế nào về Thiên đàng. Ông ta cho rằng Thiên Chúa không có hình thể, màu sắc hay âm thanh. Như vậy người ta chỉ có thể hiểu Thiên Chúa không khác gì là lý trí (thuần túy). Nhưng làm sao (lý trí thuần túy) lại có thể cai trị dân chúng của mình, ban hành luật pháp, khen thưởng và trừng phạt được? Ông ta có thể là một người thông minh, nhưng ông chưa bao giờ học kinh điển Phật giáo - điều mà sẽ chứng minh học thuyết của ông ta là sai lầm."

## Tác phẩm
Đại sư Liên Trì đã để lại một kho tàng sáng tác đồ sộ với hơn 30 tác phẩm (khoảng 300 quyển), trong đó các tác phẩm nổi tiếng nhất là:
- Thiền Quan Sách Tấn (zh. 禪關策進)
- Tăng Huấn Nhật Ký (zh. 僧訓日記)
- Truy Môn Sùng Hành Lục (zh. 緇門崇行錄)
- Tự Tri Lục (zh. 自知錄)
- Trúc Song Tùy Bút (zh. 竹窗隨筆)

Về sau Vương Vũ Xuân tổng hợp lại tất cả các trước tác của ông biên tập thành bộ Vân Thê Pháp Vị (zh. 雲棲法彙) gồm 34 quyển.